# Sexualdimorphismus

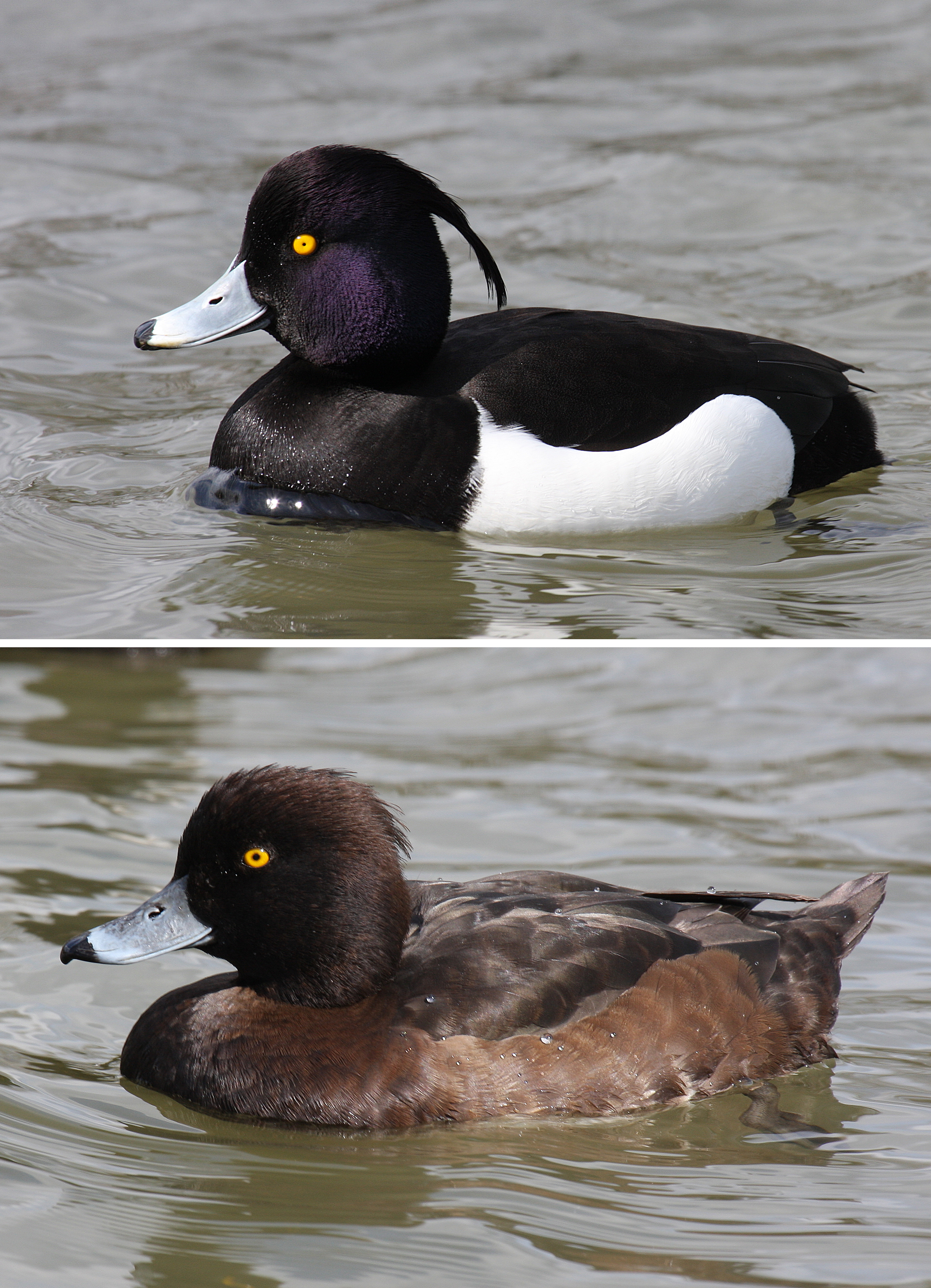
Unterschiedliche sekundäre Geschlechtsmerkmale der Reiherente (Aythya fuligula): oben das Männchen, unten das Weibchen

Sexualdimorphismus (lateinisch sexus „Geschlecht“, und altgriechisch δίμορφος dímorphos, deutsch ‚zweigestaltig‘), Geschlechtsdimorphismus oder sekundäres Geschlechtsmerkmal bezeichnet in der Biologie deutliche Unterschiede in der Erscheinung zwischen geschlechtsreifen männlichen und weiblichen Individuen derselben Tierart, die nicht auf die Geschlechtsorgane bezogen sind; Beispiele sind unterschiedliche Körpergröße oder Körperfärbung von Weibchen und Männchen.

## Morphologie: Unterschiede im Erscheinungsbild
Bei vielen Tieren sind die mit der Geschlechtsreife sich herausbildenden sekundären Geschlechtsmerkmale dauerhaft, andere Arten zeigen den Sexualdimorphismus nur zur Paarungszeit. Oft besteht ein Zusammenhang zwischen Geschlechtshormonen, den sich dadurch bildenden unterschiedlichen Balzkleidern, dem unterschiedlichen Verhalten bei der Paarung und der arbeitsteiligen elterlichen Fürsorge um den Nachwuchs. Die makroskopischen Sexualdimorphismen sind genetisch determiniert. Die vielfältigen physiologischen Unterschiede reichen vom Hormonsystem über den allgemeinen Stoffwechsel bis zur Steuerung von Wachstumsprozessen und Ausbildung von Präferenzen.

### Körpergröße

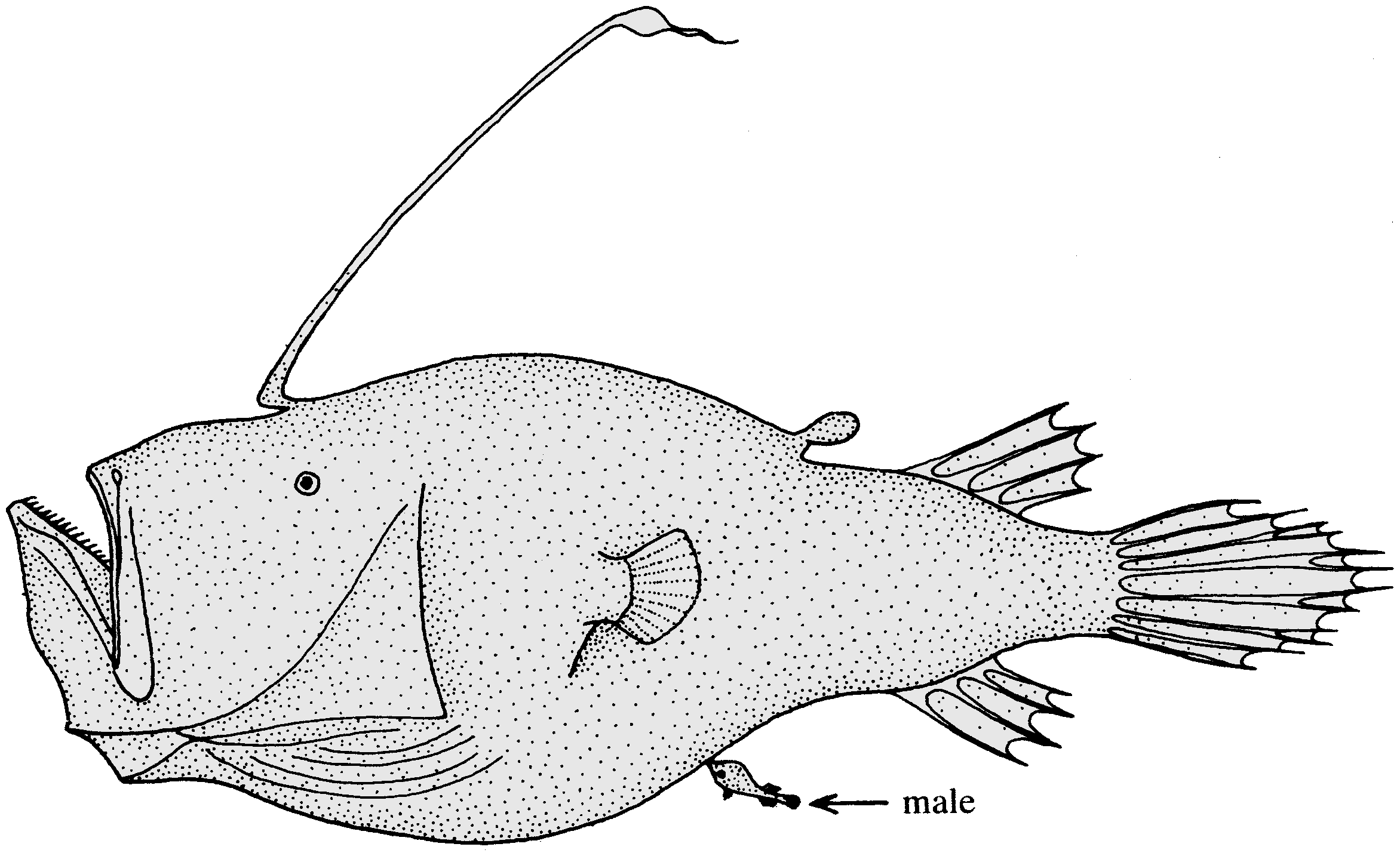
Bei manchen Tiefsee-Anglerfischen wie dem Rutenangler (Cryptopsaras couesii) ist das Zwergmännchen mit dem Weibchen dauerhaft verwachsen

Die Männchen sind größer oder kleiner als die Weibchen. Bei Säugetieren und vielen Vögeln sind häufig die Männchen größer, dagegen sind bei Raubvögeln, wie Greifvögeln und Eulen, bei Reptilien, Kröten und Gliederfüßern die Weibchen oft größer als die Männchen. Der Extremfall sind die Zwergmännchen: Bei manchen Tiefseefischen wie den Tiefsee-Anglerfischen degenerieren die Männchen zu „Anhängseln“ des Weibchens, mit denen sie vollkommen verwachsen sind und über deren Blutkreislauf sie mit ernährt werden. Ähnlich ist es beim Grünen Igelwurm, bei dem die Zwergmännchen im Inneren des Weibchens leben und dort auch die Eier befruchten.
In der Biologie werden Modellorganismen verwendet, die klaren Sexualdimorphismus in einfach zu messenden Charakteristika wie der Körpergröße aufweisen, um zu untersuchen wie sich diese gravierenden Unterschiede entwickeln. Beispielsweise wird der Käfer C. maculatus genutzt, um zu verstehen, wie genetische Mechanismen Sexualdimorphismus verursachen können und wie diese sich evolutionär entwickelt haben.

### Färbung

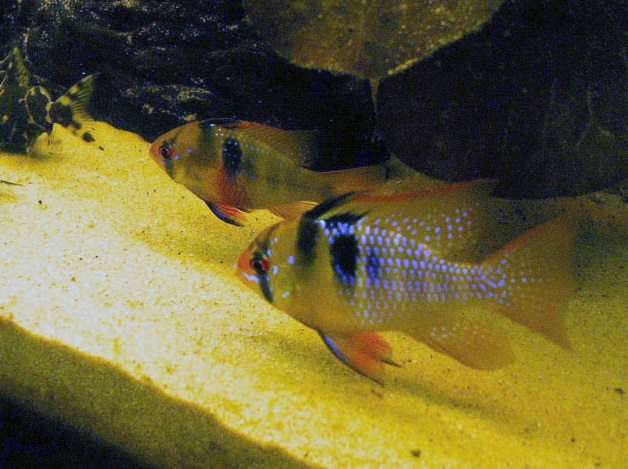
Schmetterlingsbuntbarsche Männchen und Weibchen

Die unterschiedliche Körperbehaarung erwachsener Frauen und Männer ist ein Geschlechtsdimorphismus.

Wenn die Körperoberflächen der Geschlechter sich farblich unterscheiden, wird dies Sexualdichromatismus, seltener auch Sexualdichroismus, genannt (beispielsweise die Gefiederfärbung bei Vögeln, Fellfärbung bei Säugern, Schuppenfärbung bei Fischen). Unterschiede in der Färbung können dauerhafte Merkmale sein, manche treten nur während der Balz auf.

### Unterschiedliche Organausbildungen
Bei manchen Tierarten bilden die Geschlechter unterschiedlich gestaltete Organe aus. Bei den männlichen Tieren können Waffen für Konkurrenzkämpfe vorhanden sein, die den Weibchen fehlen, z. B. vergrößerte Eckzähne wie bei Zweizahnwalen und Wildschweinen oder das Geweih männlicher Hirsche und die Hörner beim Widder, ebenso Merkmale, um einen potenziellen Paarungspartner aufmerksam zu machen (z. B. der Hahnenkamm, die Schwanzfedern bei Fasanen), Duftdrüsen, die Pheromone absondern, oder Sensoren, um die Reize eines Weibchens wahrzunehmen z. B. die Antennen der Schmetterlinge. Bei Säugetieren können Männchen und Weibchen unterschiedlich ausgeprägte Körperbehaarung besitzen z. B. die Mähne männlicher Löwen, beim Menschen die Brust- und Bartbehaarung, auch Skelett und Muskulatur können unterschiedlich sein, z. B. beim Menschen die Anatomie der Beckenknochen.

### Zusätzliche Organbildungen
Bei einigen Tierarten produziert eines der Geschlechter zusätzliche Organe. Diese können Waffen sein für Rivalitätskämpfe (z. B. das Geweih der Hirsche oder der Sporn der Hähne), Merkmale, um einen Geschlechtspartner aufmerksam zu machen (z. B. das Pfauenrad oder Leuchtorgane bei Leuchtkäfern) oder Organe zur Brutpflege (z. B. voll ausgebildete Milchdrüsen bei weiblichen Säugetieren, äußerlich erkennbar als weibliche Brust oder Euter; Bruttaschen bei Seenadeln oder Marsupium der Asseln oder Stachelhäuter).

## Ethologie: Unterschiede im Verhalten
Häufig zeigen die Geschlechter unterschiedliche Verhaltensweisen. Diese werden als tertiäre Geschlechtsmerkmale bezeichnet. Die Unterschiede verstärken sich oft während der Balz, meist stehen sie in direktem Zusammenhang mit der Partnersuche und Partnerwahl. Ein Beispiel ist der Gesang der Singvogelmännchen. Dazu können auch langwierige Verhaltensmuster zum Bau von Einrichtungen durch eines der Geschlechter gehören wie Nestbau für die kommende Brutpflege (z. B. durch Spechte oder Siamesische Kampffische) oder auch für die Balz geeignete Vorrichtungen (wie Lauben durch Laubenvögel).

## Erklärung der Unterschiede

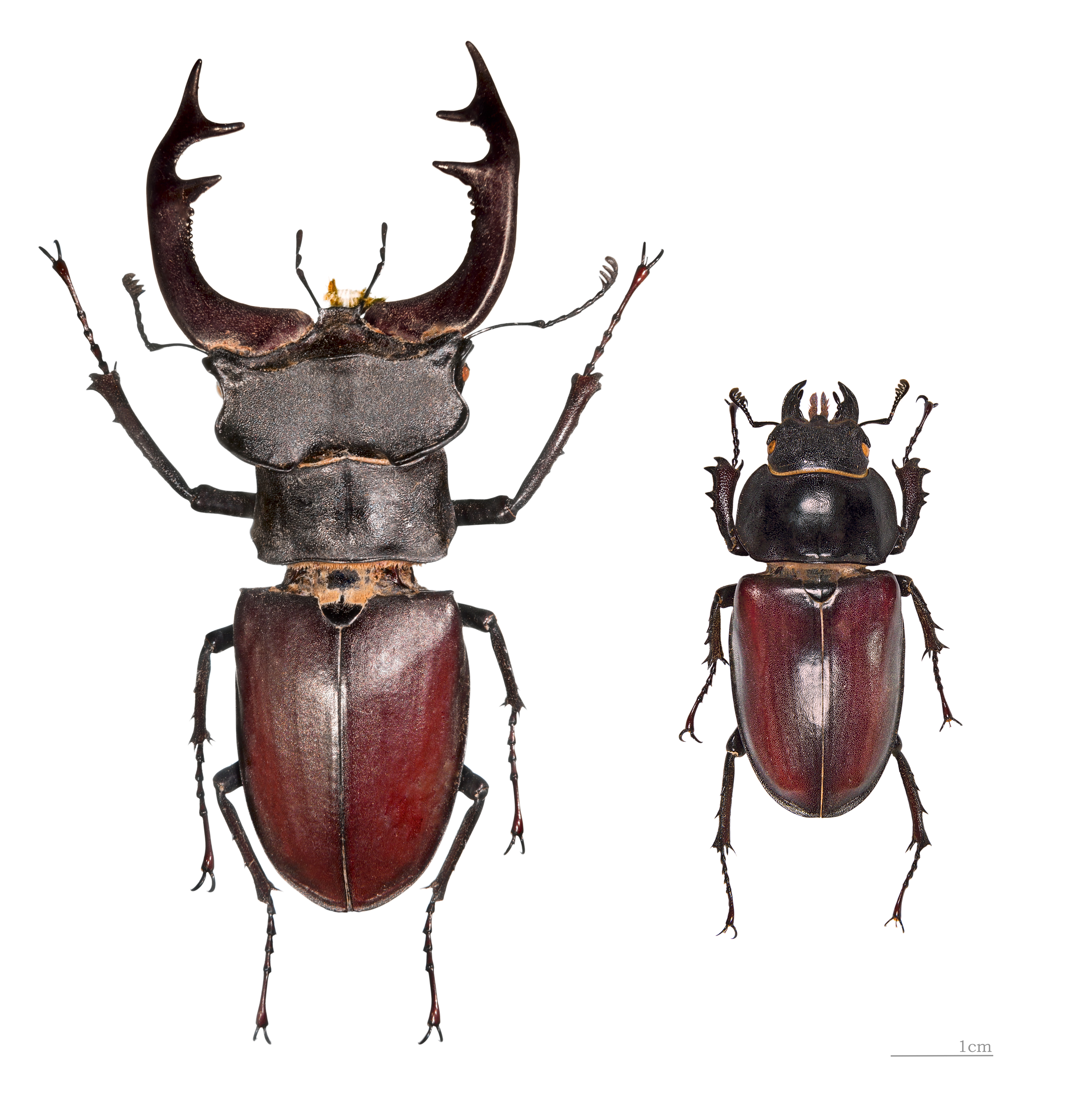
Sexuelle Selektion führte zum Geschlechtsdimorphismus beim Hirschkäfer (Lucanus cervus): links das Männchen, rechts das Weibchen.

Ursächlich für alle sekundären Geschlechtsmerkmale sind geschlechtsspezifische Selektionsdrücke, welche sowohl äußerer (natürlicher) wie sexueller Selektion unterliegen.
Bei vielen Arten mit promiskem Verpaarungsverhalten können Männchen potentiell deutlich mehr Nachkommen zeugen als die Weibchen. Die Weibchen dieser Arten zeigen bei der Partnerwahl ein wählerischeres Verhalten als die Männchen. Es erhöht die biologische Fitness der Nachkommen der Weibchen, wenn sie bei diesem Paarungsverhalten solche Männchen auswählen, deren Merkmale eine besonders hohe Qualität aufweisen. Dies wiederum führt dazu, dass sich vorwiegend Männchen mit starker Ausprägung dieser Merkmale verpaaren, woraus ein sexuell bedingter Selektionsdruck entsteht. Umgekehrt steigert es den Erfolg der Männchen, wenn sie sich mit möglichst vielen Weibchen verpaaren, woraus ebenfalls ein entsprechender Selektionsdruck entsteht.
Für den Bruterfolg ist es vorteilhaft, wenn der Nachwuchs vor Prädatoren geschützt aufwächst. Brutpflegende Eltern sind daher in ihrem Habitat meist unauffällig und gut getarnt.
Erfolgt die Brutpflege nur durch einen Elternteil, so stellt diese Verhaltensweise einerseits einen ethologischen Sexualdimorphismus dar und begünstigt andererseits die Ausbildung weiterer Sexualdimorphismen, da die Erfordernisse an die Brutpflege geschlechtsspezifisch wirksam sind. Ein ausgeprägter Geschlechtsdimorphismus kann auch ein Maß für den Grad der ethologischen Unterschiede zwischen den Geschlechtern darstellen, häufig betrifft dies Unterschiede im Paarungsverhalten wie Polygynie oder, seltener, Polyandrie.
Es gibt eine Reihe von Arten, bei denen die Weibchen größer sind als die Männchen, weil das Weibchen eine große Anzahl von Eiern legt, wie beispielsweise bei Insektenköniginnen, oder es ihre Gebärfähigkeit erhöht.
Eine weitere Erklärung kommt ohne erkennbaren Nachweis eines deutlichen Vorteils aus und macht primär eine sich selbst verstärkende sexuelle Präferenz verantwortlich. Beispielsweise wurde der Einfluss der sexuellen Präferenz für bestimmte Körpergrößen bei riffbewohnenden Fischen untersucht.

### Renschsche Regel
Die Renschsche Regel, 1950 von dem deutschen Zoologen Bernhard Rensch formuliert, ist eine allometrische Regel zum geschlechtsspezifischen Größenunterschied bei Tieren. Sie besagt, dass unter verwandten Arten Größenunterschiede bei größeren Arten deutlicher sind, und dass bei großen Arten die Männchen, bei kleinen Arten die Weibchen tendenziell größer sind.
Zu den Tiergruppen, die diesem Muster folgen, gehören insbesondere Reptilien, aber auch Primaten, Robben, Paarhufer, Küstenvögel, Kolibris und blütenbesuchende Milben.

## Dokumentarfilme
- Véronique Kleiner: Warum sind Frauen kleiner als Männer? ARTE France, Frankreich 2013 (52 Minuten, Info bei Arte; internationale Wissenschaftler verschiedener Fachrichtungen zur Evolutionsgeschichte).